# Météo-France
Météo-France, o entitate publică cu caracter administrativ, este serviciul oficial de meteorologie și climatologie din Franța și oferă serviciile sale și în Andorra. În acest sens, își exercită atribuțiile statului în ceea ce privește securitatea meteorologică a persoanelor și a bunurilor. Météo-France este responsabil în special de observarea, prognoza și studiul fenomenelor meteorologice, stării stratului de zăpadă și stării suprafeței mării, precum și de emiterea avertismentelor meteorologice pentru teritoriile franceze din metropolă și de peste mări. De asemenea, entitatea este responsabilă de conservarea memoriei climatului și elaborarea proiecțiilor climatice globale și regionale. Météo-France își desfășoară activitățile și misiunile în cadrul unui contract de obiective și performanță cu statul.

## Istorie
Începând cu secolul al XIX-lea, serviciul național francez de meteorologie a existat sub mai multe denumiri:
- Serviciul meteorologic al Observatorului din Paris (în franceză Service météorologique de l’Observatoire de Paris), înființat de Urbain Le Verrier în 1854, după catastrofa navală franceză din 14 noiembrie 1854 în Marea Neagră, cauzată de o furtună care a scufundat 41 de nave;
- Biroul Central de Meteorologie (în franceză Bureau central de météorologie) (decret din 14 mai 1878 - 1921);
- Oficiul Național de Meteorologie (în franceză Office national météorologique) (martie 1921-1945);
- Direcția Meteorologiei Naționale (în franceză Direction de la Météorologie nationale) (1945-1993).

În cele din urmă, Météo-France a fost creată prin decretul nr. 93-861 din 18 iunie 1993 ca instituție publică sub autoritatea ministrului responsabil cu transporturile, prin transformarea statutelor a ceea ce era, din 1976, Direcția Meteorologiei Naționale (DMN) în cadrul Ministerului Transporturilor.

### Câteva repere istorice
- În data de 16 februarie 1855, proiectul lui Urbain Le Verrier pentru o rețea de meteorologie destinată să avertizeze marinarii despre sosirea furtunilor este adoptat de împăratul Napoleon al III-lea. Trei zile mai târziu, Le Verrier prezintă la Academia de Științe prima hartă meteorologică a Franței[5].
- În data de 17 martie 1898, primul balon-sondă meteorologic francez este lansat de la observatorul meteorologic din Trappes, din regiunea pariziană, sub îndrumarea lui Léon Teisserenc de Bort[6].
- În data de 15 iulie 1922, Organizația Națională de Meteorologie Franceză transmite primul buletin meteorologic la radio de la un emițător amplasat pe Turnul Eiffel. Începând de atunci, sunt emise trei buletine zilnice[7].
- În data de 17 decembrie 1946, Paul Douchy, previzionist la Meteorologie nationale, prezintă primul buletin meteorologic la televiziunea franceză. Acest buletin săptămânal devine zilnic începând din februarie 1958[8][9].
- În 1960, KL 901, primul calculator al Meteorologiei Naționale destinat studiilor de previziune numerică a vremii[n 2], este instalat la Paris.
- În 1963, la Centrul de Meteorologie Spațială proaspăt înființat la Lannion, este recepționată pentru prima dată o imagine transmisă de satelitul meteorologic american Tiros 8.
- În 1968, calculatorul CDC 6400[n 3], achiziționat în 1967 de către Météorologie Nationale, este utilizat zilnic pentru previziunea numerică a vremii[n 2].
- În 1977, începe programul Météosat, permițând Europei să dețină primele sale sateliți de observație meteorologică. La 23 noiembrie 1977, Météosat 1 este lansat cu succes.
- În 1980, programul Aramis este lansat cu scopul de a îmbunătăți observația pluviografică și apoi previziunea precipitațiilor prin instalarea radarilor pentru a acoperi întreaga Franță metropolitană[12].
- În 1991, serviciile centrale de previziune, climatologie și informatică ale Météo-France sunt transferate la Toulouse, în locația creată în 1982. Aici era deja găzduită Școala Națională de Meteorologie și Centrul Național de Cercetări Meteorologice.
- În 1994, Météo-France începe să utilizeze pentru nevoile previziunii meteo o primă versiune a modelului numeric cu domeniu limitat Aladin. Acest model de previziune regională este dezvoltat în cadrul unei cooperări internaționale cu serviciile meteorologice din Europa Centrală și de Est.
- În 1996, Météo-France lansează proiectul "Radome" pentru modernizarea rețelei sale de stații de observație la sol[13][14].
- În 2001, Météo-France și GAI (Vaisala[n 4]) cumpără compania Météorage[16].
- La 1 octombrie 2001, Météo-France a publicat prima sa hartă de avertizare meteorologică. Acest nou dispozitiv permite informarea simultană a populației, autorităților și mass-mediei în cazul fenomenelor meteorologice periculoase. Inițial prevăzut să acopere 5 tipuri de riscuri (vânt puternic, precipitații abundente, furtuni, zăpadă-polei, avalanșe), dispozitivul a fost constant extins de atunci. În 2011, în special, a inclus riscul de "valuri-submersiune"[17]. În 2015, dispozitivul acoperea nouă fenomene (vânt puternic, ploi-inundații, furtuni, zăpadă-polei, inundații, avalanșe, caniculă, ger sever și valuri-submersiune).
- În 2008, modelul Arome devine operațional[18]. Acest model regional pe Franța, cu o rezoluție extrem de înaltă, permite o mai bună modelare a fenomenelor locale precum furtunile și cețurile. Previziunea fenomenelor periculoase este îmbunătățită atât în ceea ce privește intensitatea lor, cât și localizarea lor.
- În 2012, Météo-France lansează proiectul PUMA (Program plUri-anual de Modernizare a rețelei ARAMIS). Vechile radare sunt înnoite utilizând noi tehnologii (precum dubla polarizare) și sunt instalate radare noi pentru a acoperi întreg teritoriul național (teritorii de peste mări și regiuni montane), cu scopul de a îmbunătăți previziunea ploilor, în special în sudul Franței, unde unele episoade mediteraneene[n 5] au avut consecințe dramatice[19][20].
- 2014: Météo-France se dotează cu două supercalculatoare noi, având o putere de 1 Pflop, adică o putere de calcul de douăsprezece ori mai mare decât sistemul anterior. Se prevede o nouă consolidare a capacităților de calcul până la sfârșitul anului 2016: puterea reală ar trebui să fie din nou multiplicată de 3[21]. Aceste performanțe permit îmbunătățirea calității previziunilor pe termen scurt și a proiecțiilor climatice pe termen lung;
- 2015: Prognoza meteorologică avansează către un nou nivel datorită lansării unor versiuni noi[22] ale modelelor numerice utilizate de Météo-France. Rezoluția modelului regional Arome, care acoperă Franța metropolitană, este acum de 1,3 km (față de 2,5 km anterior), facilitând urmărirea fenomenelor meteorologice foarte localizate;
- 2016: Intrarea în funcțiune operațională a platformei RhyTMME[23], care reunește datele radarelor de bandă X din regiunea PACA, datele hidrologice și geologice pentru a permite o evaluare mai precisă a gravității riscurilor de inundații și inundații în această regiune[24]; modelul Arome este implementat pentru regiunile și teritoriile de peste mări[25].
- 2017: Lansarea paginii de internet tempetes.meteo.fr care listează furtunile care au afectat teritoriul metropolitan[26].
- 2018: Utilizarea metodelor de inteligență artificială (IA) pentru detectarea „obiectelor precipitante” în modelul AROME[27]; noi proiecții climatice privind ninsorile la altitudini medii care stabilesc legătura între creșterea temperaturii de la era preindustrială și scăderile locale în ninsori[28]; participarea la raportul special „1,5° C” al IPCC[n 6]; o nouă versiune a contului de Twitter @VigiMeteoFrance dedicat fenomenelor periculoase, în care retransmiterea automată a evoluțiilor hărții de vigilență este însoțită de postări precise elaborate de prognosticatorii de la Météo-France[30];
- 2019: Alegerea companiei ATOS pentru înnoirea calculatoarelor de înaltă performanță[31]; dezvoltarea unui sistem operațional de prognoză a sargaselor în Antile[32].
- 2020: a fost înființat consorțiul ACCORD[33], reunind 26 de țări din Europa și Africa de Nord, cu obiectivul principal de a îmbunătăți prognoza numerică a vremii (PNT) la rezoluție înaltă și pe termen scurt[34].

## Funcționare

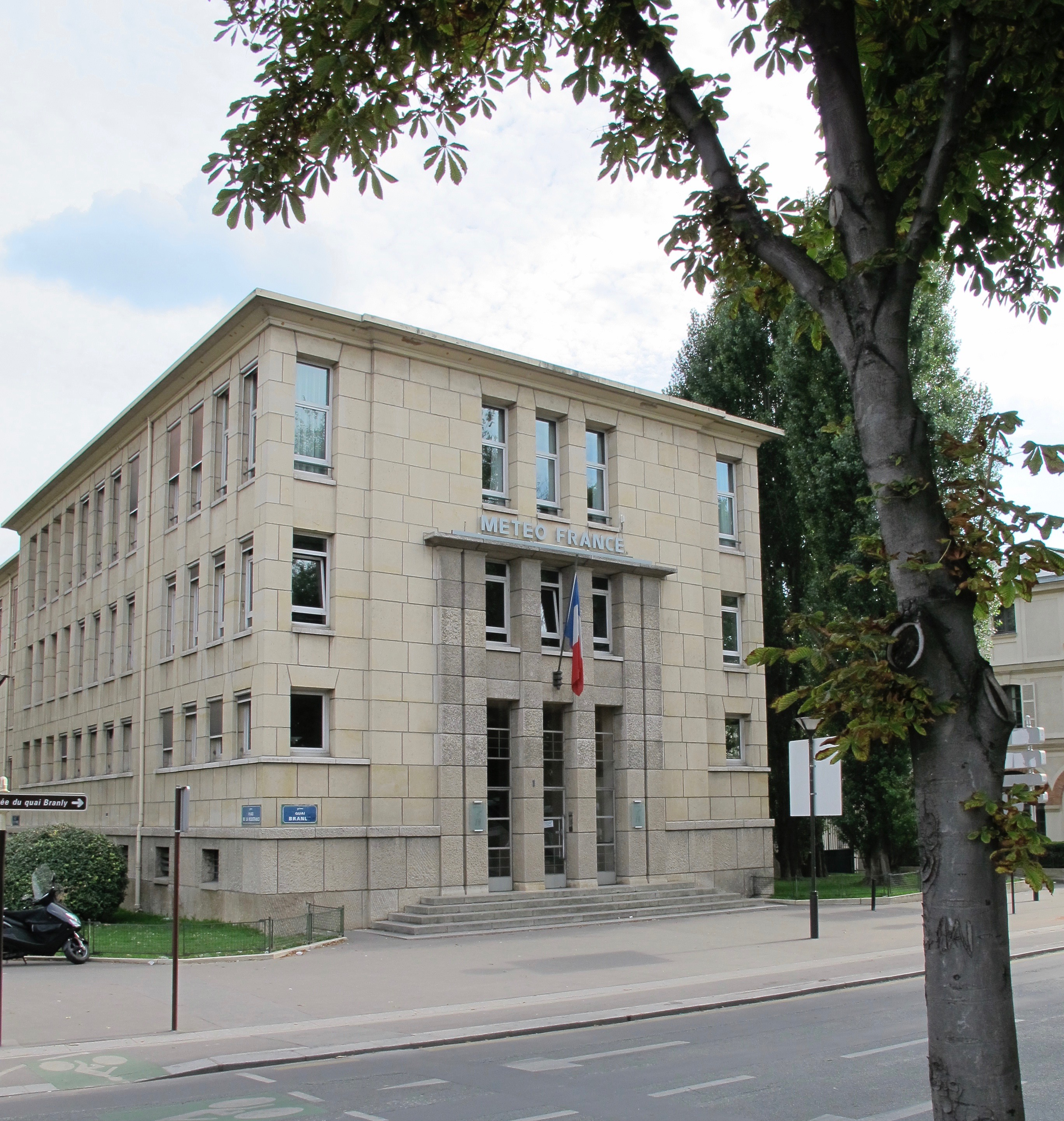
Fostul sediu al Météo-France, de pe quai Branly din Paris (2011), a fost vândut și apoi demolat pentru a face loc unui „Centru spiritual și cultural ortodox rus” care include o catedrală ortodoxă.

Orientările strategice ale misiunilor și activităților Météo-France sunt stabilite în cadrul contractelor de obiective și performanță cu statul. Bugetul său de 386,6 milioane de euro în 2022 este finanțat de statul francez (46,3%), de taxele aeronautice (22,1%), de subvenția pentru contribuția la Organizația Europeană pentru Exploatarea Sateliților Meteorologici (EUMETSAT, pentru 16,1%), de veniturile comerciale (8,4% fără filiale) și de alte venituri (7,1%).
După ce a fost mutat de la 1 quai Branly din Paris, sediul său se află la 73 avenue de Paris în Saint-Mandé din noiembrie 2011. O mare parte a serviciilor sale, care cuprind aproximativ 1.000 de angajați, adică mai mult de o treime din totalul personalului, este instalată la Toulouse din 1982. Instituția are șapte direcții interregionale în Franța metropolitană și cinci în teritoriile de peste mări, bazate în Martinica (asigurând gestionarea și coordonarea pentru Guadelupa, insulele din nord Saint-Martin și Saint-Barthélemy și Guyana), în Noua Caledonie, Polinezia Franceză, la Réunion și la Saint Pierre și Miquelon.
Planurile de raționalizare și de control al cheltuielilor inițiate de Météo-France începând cu 2008 au condus la o reducere a efectivelor și la închiderea a două treimi din implantările locale ale instituției. Aceste planuri sunt asociate cu o scădere de 17% a alocației de stat la prețuri curente, care a scăzut de la 211,35 milioane de euro în 2012 la 174,7 milioane de euro în 2021. Numărul implantărilor locale ale Météo-France a scăzut de la 108 site-uri în 2008 la 55 în 2017, cu închiderea a 53 de site-uri între 2011 și 2016. Acest număr s-a redus la 37 de site-uri (și 4 referenți teritoriali instalați în afara unui centru) în Franța metropolitană în 2022. În paralel, efectivul de personal a scăzut cu 29% între 2008 și 2022, de la 3.649 în 2008 la 2.586 persoane în 2022. O parte din aceste reduceri de personal (scăderea plafonului de angajare cu 450 echivalenți timp-întreg) s-au desfășurat între 2017 și 2022 în cadrul programului „Action publique 2022” lansat în septembrie 2017 de guvernul lui Édouard Philippe, program pe care organizațiile sindicale au cerut să fie abandonat. În 2018, un raport parlamentar al Comisiei pentru Finanțe a estimat că structura însăși a instituției este pusă în discuție de această reducere a plafonului de angajare cu 450 echivalenți timp-întreg. Consiliul executiv al colectivității din Corsica, prezidat de Gilles Simeoni, a publicat pe 21 august 2022, după furtunile violente din 18 august, ale căror rafale de vânt au provocat cinci decese în Corsica, un comunicat în care se întreabă: „Oare reducerea efectivelor de la Météo-France a diminuat calitatea supravegherii, în special pe timpul nopții?”
Météo-France este semnatară a Pactului PME.

### Administrare și Management
Météo-France este condusă de un președinte-director general și administrată de un consiliu de administrație. Acesta din urmă include nouă reprezentanți ai statului numiți pentru patru ani de către ministrul responsabil cu transporturile, patru personalități numite pentru patru ani prin decret la propunerea ministrului responsabil cu transporturile și alese datorită competenței lor, și șase reprezentanți aleși ai personalului Météo-France.
Președintele-director general este ales dintre membrii consiliului de administrație. El este numit pentru un mandat de patru ani. Din septembrie 2019, Météo-France este condusă de Virginie Schwarz. Directorul general adjunct este, la data de 2 decembrie 2022, Alain Soulan.

### Școlarizare
Personalul inginer de lucrări în meteorologie și tehnicienii de la Météo-France sunt formați la École nationale de la météorologie (ENM), o școală de ingineri care face parte din INP-Toulouse și aparține de Météo-France. Această școală formează, de asemenea, ingineri civili, precum și personal specializat în meteorologie pentru Armată. ENM este localizată în Météopole, campusul din Toulouse care reunește Météo-France și alte organisme similare.

## Misiuni
Decretul privind crearea instituției publice Météo-France definește misiunile acesteia.
În calitate de organism meteorologic și climatologic național francez, Météo-France este responsabilă de supravegherea 24 de ore din 24 a atmosferei, a suprafeței oceanului și a stratului de zăpadă, de a previziona evoluțiile acestora și de a difuza informațiile corespunzătoare. Aceasta îndeplinește atribuțiile statului în materie de siguranță meteorologică a persoanelor și bunurilor.
Această misiune se concretizează în special prin publicarea de hărți de vigilență în cazul previzionării fenomenelor meteorologice periculoase și prin suportul oferit altor servicii de stat pentru gestionarea inundațiilor și secetelor. Instituția contribuie, de asemenea, la gestionarea riscurilor sanitare și tehnologice dependente de meteorologie: supravegherea calității aerului, a polenului, previzionarea dispersiei poluărilor accidentale – chimice sau nucleare – în atmosferă sau la suprafața mării. În domeniile sale de competență, Météo-France este astfel solicitată să intervină în sprijinul serviciilor responsabile în metropolă și în teritoriile de peste mări pentru siguranța civilă, prevenirea riscurilor majore și siguranța nucleară.
Météo-France oferă, de asemenea, asistență meteorologică operațională forțelor armate franceze, atât pe teritoriul național, cât și pe teatrele de operațiuni din străinătate. Această misiune este asigurată de Centrul Interarme de Sprijin Meteo-Oceanografic al Forțelor (CISMF), instalat pe site-ul Météo-France din Toulouse.
Météo-France este, de asemenea, responsabil pentru:
- Gestionarea unei rețele de observație:

Météo-France este responsabilă de gestionarea, întreținerea și modernizarea unei rețele de observație a atmosferei, a oceanului de suprafață și a stratului de zăpadă, atât în metropolă, cât și în teritoriile de peste mări. Aceasta integrează, de asemenea, observațiile meteorologice efectuate de alte organisme publice.
- Conservarea memoriei climatului:

Météo-France este responsabilă de constituirea și gestionarea băncii de date ale climatului trecut și actual. Memoria climatului impune colectarea observațiilor și a condițiilor de măsurare. Aceste observații sunt necesare pentru a produce modele climatice numerice și pentru a anticipa schimbările climatice. Météo-France pune în aplicare mijloacele de stocare și acces la date. Acestea sunt utilizate zilnic pentru producții în timp aproape real, dar constituie și baza unor studii foarte detaliate. Precizarea cunoștințelor despre climat este esențială pentru cercetare și pentru politicile publice de adaptare la schimbările climatice. Météo-France a întreprins un efort de cercetare și salvare a documentelor care conțin date vechi. Evoluția climatului trecut este calculată pe baza seriilor lungi de date observate. Sprijinul pentru politicile publice de adaptare la schimbările climatice ocupă, de asemenea, un loc din ce în ce mai important în activitățile Météo-France. Instituția se străduiește în special să precizeze impacturile schimbărilor climatice. Météo-France este astfel asociată la lucrările Grupului Interguvernamental de Experți privind Schimbările Climatice (IPCC), în special pentru realizarea proiecțiilor climatice. Instituția contribuie la diverse proiecte de cooperare, în special în legătură cu Planul Național de Adaptare la Schimbările Climatice (PNACC).
- Asistența meteorologică pentru navigația aeriană:

În cadrul Cerului Unic European (CUE), Météo-France este desemnată ca furnizor exclusiv de asistență meteorologică pentru navigația în spațiul aerian aflat sub jurisdicția franceză. Această misiune se desfășoară sub controlul direct al Direcției Generale a Aviației Civile (DGAC). Principalele servicii oferite de Météo-France pentru aviația civilă includ: participarea la serviciul mondial de meteorologie spațială; monitorizarea riscului asociat emisiilor de cenușă vulcanică pentru Africa, o parte din Europa și Asia; monitorizarea ciclonilor în sudul Oceanului Indian; elaborarea de hărți care semnalează riscurile meteorologice pentru avioanele aflate în croazieră pentru diferite zone: Europa extinsă, Franța metropolitană, teritorii de peste mări; și transmiterea mesajelor de avertizare în caz de fenomene periculoase pentru aviație.
- Îmbunătățirea cunoștințelor și a datelor meteorologice și climatice:

Prin activitățile sale de cercetare și dezvoltare, Météo-France contribuie la îmbunătățirea observației și a cunoștințelor despre atmosferă și interacțiunile acesteia cu alte medii naturale, cu activitățile umane și cu clima. Această misiune se desfășoară la nivel național și internațional, în cooperare cu alte organizații. Difuzarea noilor cunoștințe astfel dobândite și a datelor meteorologice face parte integrantă din atribuțiile de serviciu public ale Météo-France.
- Școlarizarea personalului civil și militar specializat în meteorologie:

Météo-France definește, asigură și controlează școlarizarea și perfecționarea acestui personal și contribuie, în general, la predarea meteorologiei. Această misiune este îndeplinită de École nationale de la météorologie (ENM), care îi este direct subordonată.
- Reprezentarea Franței în cadrul organizațiilor meteorologice internaționale și europene:

În calitate de organism meteorologic și climatologic național, Météo-France reprezintă Franța și este responsabilă de îndeplinirea angajamentelor sale în cadrul Organizației Meteorologice Mondiale (OMM), care coordonează cooperarea internațională pe plan tehnic, precum și în cadrul oricărei organizații internaționale sau europene având ca scop gestionarea meteorologiei.
- Contribuția la dezvoltarea economică și îmbunătățirea calității vieții, răspunzând nevoilor de informare ale sectoarelor de activitate sensibile la condițiile meteorologice:

Météo-France îndeplinește această misiune prin punerea la dispoziție a datelor publice pentru public și prin activitatea sa comercială. Aceasta din urmă urmărește dezvoltarea de servicii meteorologice și climatice adaptate nevoilor comunităților și ale companiilor din sectoare precum energia, transporturile, agricultura, asigurările și gestionarea apelor pluviale în mediul urban.

## Activități
Pentru a-și îndeplini misiunile, Météo-France desfășoară multiple activități tehnice ale căror orientări strategice fac obiectul Contractelor de Obiective și Performanță cu Statul.

### Observare
Observațiile sunt materia primă utilizată de meteorologi pentru a prevede vremea și de climatologi pentru a observa climatul. Rețeaua de observații a Météo-France este compusă din diferite sisteme gestionate în mod independent sau în colaborare cu alte organizații:
- stații meteorologice de suprafață din rețeaua „Radome” (pe uscat și pe mare) capabile să măsoare un număr mare de parametri (vânt, temperatură, umiditate, precipitații), și, de asemenea, supravegherea specială a inundațiilor și viiturilor cu rețeaua Salamandre, presiune, radiație, starea suprafeței, cantitatea de nori și înălțimea bazei lor, înălțimea zăpezii (cu rețeaua Nivôse), valuri, maree, etc[54];
- radare hidrometeorologice din rețeaua ARAMIS pentru a măsura și observa precipitațiile[54];
- sateliți meteorologici a căror gestionare este coordonată la nivel european de către Eumetsat[54];
- radiosondaje[n 10] pentru a efectua măsurători la altitudine (5 site-uri în Franța metropolitană, 10 în teritoriile de peste mări, 4 pe nave comerciale); senzori îmbarcați pe nave sau avioane[54];
- lidarele și sodarele[n 11] furnizează măsurători utile în special pe aeroporturi (vizibilitate, detectare a aerosolilor, intensitate și direcția vântului)[54].
- o rețea de detectoare de fulgere gestionată de Météorage, o filială independentă și comercială deținută de Météo-France și Vaisala[n 4][54][58].

Observațiile efectuate de Météo-France se adaugă celor colectate în alte țări. Schimbul de date între centrele meteorologice se realizează printr-un sistem de informații specific și partajat, definit de Organizația Meteorologică Mondială (OMM).
Modernizarea și reînnoirea rețelei existente fac parte din prioritățile stabilite de către stat pentru Météo-France, în special prin continuarea implementării stațiilor automate de nouă generație și îmbunătățirea acoperirii radar a teritoriului metropolitan și de peste mări.

### Prognoza meteo
Prognoza meteo constituie una dintre activitățile de bază ale Météo-France și constă în previzionarea evoluției atmosferei, a oceanului superficial și a stratului de zăpadă. Elaborarea unei prognoze meteorologice poate fi descompusă în patru etape, a doua și a treia etapă constituind ceea ce se numește prognoza numerică a vremii:
- Observarea stării atmosferei cu ajutorul sateliților, radarelor, stațiilor terestre, balizelor marine etc.
- Asimilarea datelor de observație, adică prelucrarea acestora pentru a le face utilizabile de către model.
- Simularea evoluției parametrilor meteorologici, realizată prin intermediul unor modele de prognoză numerică bazate pe legile fundamentale ale mecanicii fluidelor, termodinamicii și schimbărilor de stare ale apei.
- Analiza rezultatelor de către meteorologi: cunoscând imperfecțiunile modelelor și caracteristicile locale ale climei, aceștia ajustează rezultatele simulărilor și definesc scenariul cel mai probabil, pe care îl traduc în hărți și buletine adaptate utilizatorilor.

Meteorologii caracterizează, de asemenea, riscurile fenomenelor periculoase și iau decizii privind avertizările meteorologice. Ei mențin un contact direct cu anumite categorii de utilizatori, cum ar fi serviciul responsabil de securitatea civilă.
Pentru a simula comportamentul atmosferei, Météo-France dezvoltă și utilizează două modele numerice de prognoză a vremii:
- Modelul global Arpège (acronim pentru „Action de recherche petite échelle grande échelle”) acoperă întregul glob cu o rezoluție variind de la 7,5 km pentru Franța metropolitană până la 60 km la antipozi. Este folosit pentru a prevedea evoluțiile fenomenelor la scară largă (depresiuni, anticicloane) și pentru prognoza pe o perioadă de până la 3 zile pentru Franța metropolitană și teritoriile de peste mări.
- Modelele regionale: în Franța metropolitană, Arome (acronim pentru „Application de la recherche à l'opérationnel à méso-échelle”) simulează din 2008 starea atmosferei cu o rezoluție care, în 2016, era de 1,3 km. Aceste informații foarte detaliate permit meteorologilor să-și îmbunătățească prognoza la scară mică, în special pentru a anticipa și localiza fenomenele potențial periculoase, cum ar fi furtunile.

Pentru a realiza buletinele meteo, meteorologii analizează rezultatele acestor diferite modele de prognoză, precum și rezultatele modelelor serviciilor meteorologice străine.
Météo-France participă, de asemenea, alături de toate statele membre, la dezvoltarea modelului global de prognoză al Centrului European pentru Prognoze Meteorologice pe Termen Mediu, cu sediul la Reading, în Marea Britanie, care simulează starea atmosferei pentru o perioadă de până la 10 zile.
Optimizarea constantă a relevanței și calității prognozei numerice, precum și îmbunătățirea prognozelor privind starea stratului de zăpadă și a suprafeței mării, fac parte din prioritățile stabilite pentru Météo-France.

### Managementul unui sistem informatic și al resurselor de calcul de înaltă performanță
Météo-France dispune de mijloace de calcul de înaltă performanță, utilizate pentru prognoza numerică a vremii și modelarea climatului. Prognoza numerică a vremii și activitățile de cercetare asociate utilizează aproximativ 75% din capacitățile de calcul ale Météo-France.
În 2014, Météo-France și-a achiziționat două supercalculatoare în urma unui apel de oferte câștigat de Bull. Puterea lor de calcul este de douăsprezece ori mai mare decât a sistemului anterior. În 2017, Météo-France era dotată cu două supercalculatoare BULL B720 DLC, cu procesoare Xeon E5, totalizând aproximativ 72.000 de nuclee fiecare și având o capacitate de calcul de aproximativ 2,5 petaflops, ocupând locurile 62 și 63 în clasamentul Top500 din noiembrie 2017. Din 2021, instituția este dotată cu două supercalculatoare cu o putere de calcul de 21,48 petaflops, ceea ce a multiplicat de 5,5 ori puterea de calcul a Météo-France comparativ cu supercalculatoarele anterioare. În noiembrie 2020, acestea se aflau pe locurile 30 și 34 în clasamentul Top500.
În 2016, instituția a finalizat implementarea unei noi stații de lucru mai interoperabile pentru meteorologii săi, numită Synopsis, înlocuind vechiul sistem din 1994 numit SYNERGIE.

### Studiul climei și dezvoltarea serviciilor climatice
Météo-France contribuie la reconstituirea climatului trecut prin acțiuni de salvare a datelor vechi și caracterizarea climatului actual și a evenimentelor extreme (canicule, secetă, valuri de frig, furtuni etc.). Climatologii săi lucrează, de asemenea, la precizarea evoluției viitoare a climatului și a impacturilor asociate, în special prin dezvoltarea unui model global al climatului și a versiunilor regionale. Aceste eforturi contribuie la dezvoltarea serviciilor climatice în sprijinul politicilor de adaptare la schimbările climatice.

#### Conservarea memoriei climatice
Climatologia este ramura meteorologiei dedicată studiului climatelor.
Memoria climatului impune colectarea observațiilor și a condițiilor de măsurare, așa-numitele „metadate”, care sunt păstrate la fel de important ca și datele propriu-zise.
În cadrul misiunii de „memorie a climatului” încredințată Météo-France, o acțiune majoră mobilizează Météo-France și Arhivele Naționale. Semnarea, în ianuarie 2012, a parteneriatului științific dintre cele două instituții și sprijinul Fundației BNP Paribas au permis desfășurarea unei operațiuni de mare amploare. Un inventar științific și arhivistic este realizat asupra înregistrărilor climatologice din perioada 1850-1970, păstrate de Arhivele Naționale la Fontainebleau. Carnetele de observații, rapoartele zilnice (CRQ), înregistrările departamentale, ale posturilor voluntare, ale școlilor normale, ale spitalelor militare din teritoriile de peste mări sunt surse prețioase de informații pentru cunoașterea climatului trecut al Franței și al fostelor sale colonii.
Pe baza datelor meteorologice vechi, Météo-France produce serii lungi de referință omogene, care permit caracterizarea evoluțiilor climatice trecute în metropolă și în teritoriile de peste mări. Tehnica numită „omogenizare” utilizată urmărește să elimine orice perturbare a măsurătorilor care nu ar fi legată de o evoluție climatică. Aceste serii lungi de date permit studiul variabilității naturale și antropice (generate de activitățile umane) a climatului, care reprezintă o parte foarte importantă a activității de cercetare climatică. Météo-France dispune de peste 200 de serii omogenizate de temperatură minimă și maximă și 1100 de serii de precipitații în metropolă, începând din anii 1950, și de aproximativ 30 de serii de temperatură minimă și maximă și 70 de serii de precipitații în teritoriile de peste mări.
Météo-France este responsabil de conservarea memoriei climatului și desfășoară cercetări privind climatul viitor încă din anii 1980. Aceste cercetări fac parte din continuumul activităților sale meteorologice.
Contribuția la lupta împotriva schimbărilor climatice este una dintre orientările strategice stabilite pentru Météo-France de către stat pentru perioada 2012-2016.

#### Producerea de noi proiecții climatice globale și regionale
Bazându-se pe diferite scenarii de emisii de gaze cu efect de seră definite de Grupul Interguvernamental de Experți privind Schimbările Climatice (IPCC), Météo-France realizează proiecții climatice. Acestea au ca scop cuantificarea schimbărilor climatice la scară globală și regională, precum și impactul acestora asupra fenomenelor precum musonul, ciclonii tropicali sau topirea calotei glaciare. Aceste proiecții climatice sunt realizate cu ajutorul modelelor climatice.
Începând cu anii 1990, Météo-France dezvoltă propriile sale modele climatice. Din modelul său global Arpège, folosit pentru prognozele meteorologice, instituția a dezvoltat o versiune care descrie climatul pe termen lung: Arpège-Climat. Cercetătorii de la Météo-France realizează, de asemenea, proiecții mai detaliate, la nivel regional sau la nivelul unei țări, folosind modelul Aladin-Climat pentru a preciza impactul local al schimbărilor climatice, apropiindu-se cât mai mult de așteptările utilizatorilor.

#### Dezvoltarea de noi servicii climatice
Instituția dezvoltă și comercializează servicii climatice destinate decidenților, întreprinderilor, organismelor tehnice și publicului larg. Scopul este de a le furniza informații despre climatul trecut și viitor într-o formă adaptată nevoilor lor, astfel încât să poată lua în considerare impactul schimbărilor climatice în gestionarea activităților lor.
Météo-France sprijină actorii naționali, locali, publici sau privați din diferite sectoare (energie, turism, agricultură, urbanism etc.) în trei domenii specifice:
- Diagnosticul schimbării climatice la nivel regional și local (în Franța și în străinătate);
- Adaptarea la schimbările climatice;
- Școlarizare și conștientizare.

Météo-France contribue astfel la politicile publice de atenuare și adaptare prevăzute de Planul Național de Adaptare la Schimbările Climatice (PNACC). În special, instituția pune la dispoziție colectivităților (regiuni, departamente, orașe) produse standard derivate din proiecțiile sale climatice pentru a-i ajuta să definească Planurile lor teritoriale de climat și energie și schemele regionale climat-aer-energie.
Instituția pune liber la dispoziție cetățenilor, firmelor de consultanță, cercetătorilor și actorilor sensibili la climă date despre climatul viitor. Astfel, Météo-France a dezvoltat o aplicație despre evoluțiile climatului trecut și viitor la nivel regional în teritoriul metropolitan, numită Climat HD, gratuită și accesibilă pentru toți. De asemenea, începând cu anul 2012, coordonează și îmbogățește portalul internet DRIAS - les futurs du Climat (dând acces la scenariile climatice regionalizate franceze pentru Impactul și Adaptarea Societății și mediului nostru), de asemenea, gratuit și accesibil pentru toți.

### Cercetare

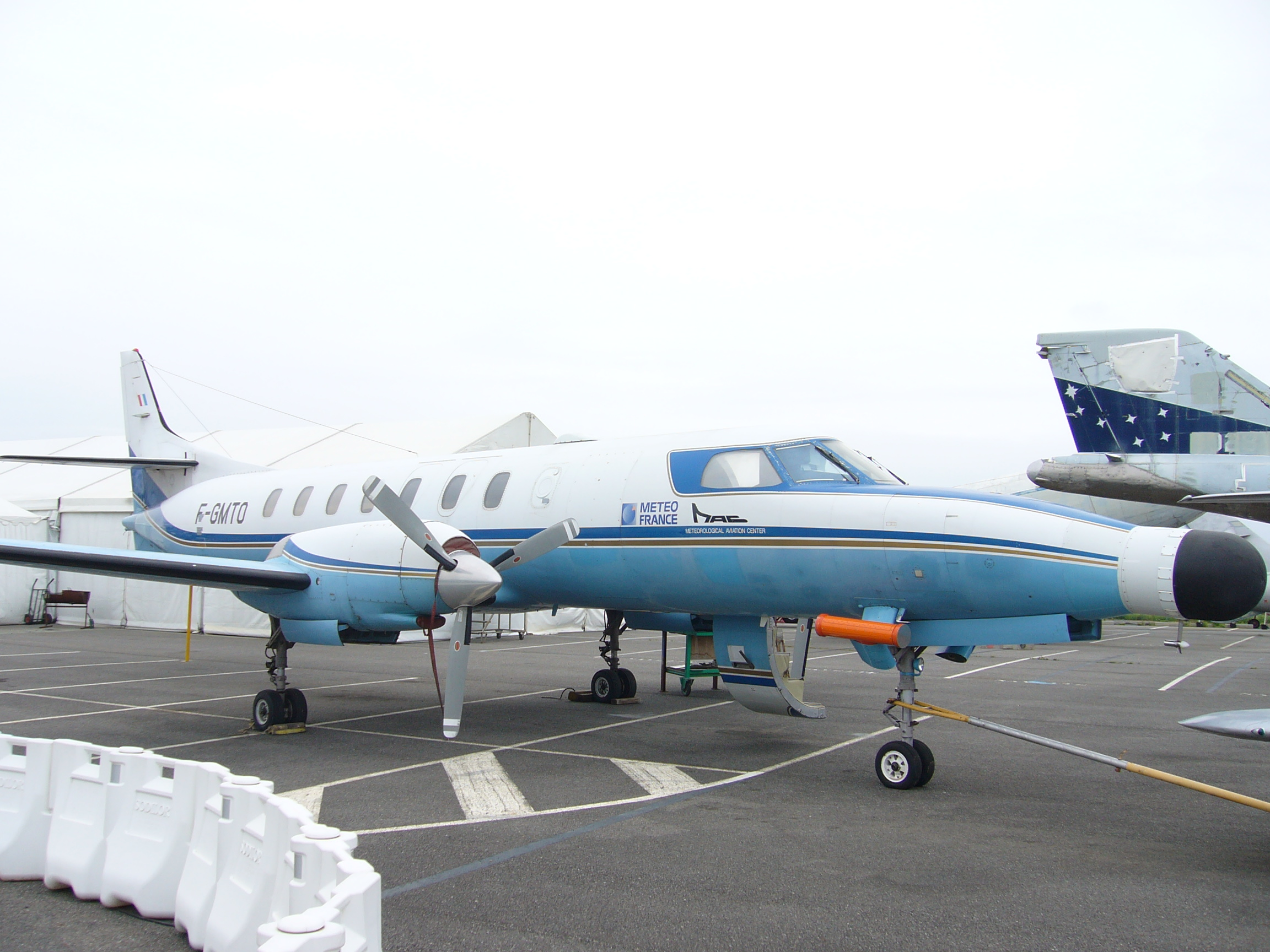
Avionul Merlin IV de la Météo-France la Muzeul Aeroscopia din Toulouse în 2012.

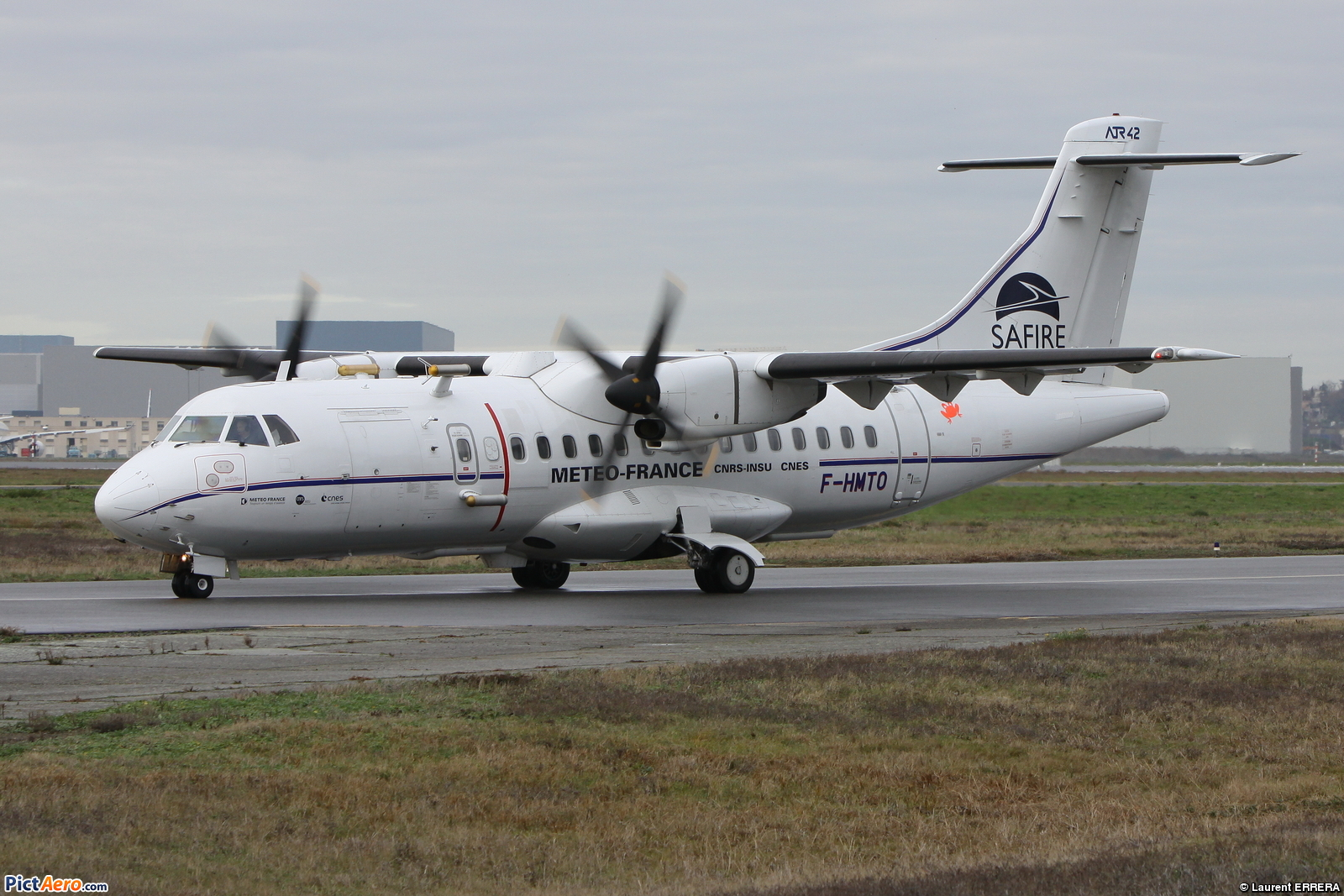
Avion Météo-France (SAFIRE) în Toulouse Blagnac în 2011.

Activitățile de cercetare ale Météo-France susțin toate domeniile instituției. Ele sunt sursele inovațiilor implementate în ceea ce privește observația, prognoza numerică a vremii și simularea climatică. DESR (direcția învățământ superior și cercetare) a Météo-France cuprinde, în asociere cu CNRS și alte organisme:
- Centrul Național de Cercetare Meteorologică (UMR 3589 CNRM, Météo-France și CNRS).
- Laboratorul Atmosferei și Cicloanelor (UMR 81 LaCy, Météo-France, CNRS și UR - Universitatea din La Réunion)[71].
- Serviciul Aeronavelor Echipate pentru Cercetarea Instrumentală în Mediu (UAR 2859 Météo-France, CNRS, CNES)[72].

În 2022, CNRM numără aproximativ 100 de cercetători, 150 de ingineri, tehnicieni și personal administrativ, 50 de post-doctoranzi și 60 de doctoranzi.
Orientările strategice stabilite de stat pentru Météo-France în perioada 2012-2016 fac din cercetare o prioritate a instituției, pentru a-i permite să "se impună ca o referință prin excelența sa științifică, tehnică și operațională".
Lucrările de cercetare se concentrează în principal pe predictibilitatea fenomenelor atmosferice, studiul climatului și al schimbărilor climatice, ciclul apei, studiul schimburilor ocean/atmosferă, fizico-chimia atmosferică, meteorologia urbană, asimilarea și modelarea pentru prognoza numerică a vremii, dezvoltările instrumentale și studiul stratului de zăpadă.
Météo-France desfășoară, de asemenea, cercetări privind prognoza cicloanelor. Acestea sunt realizate de celula de cercetare a cicloanelor, în colaborare cu CNRM. Celula de cercetare a cicloanelor este o divizie a direcției interregionale Oceanul Indian a Météo-France și face parte din LACy (Laboratorul Atmosferei și Cicloanelor - UMR 8105 CNRS/Météo-France/Universitatea din La Réunion).
Pentru a putea transporta instrumente de cercetare în interiorul fenomenelor meteorologice care trebuie studiate, Météo-France (asemeni Direcției Naționale de Meteorologie, anterior) a exploatat mai multe avioane, adesea modificându-le semnificativ.
În 1968, Météo-France exploata un Cessna 206TU, iar la începutul anilor 1980, un Piper Aztec (înmatriculat F-BLEB, aflat încă în serviciu în cadrul SAFIRE). Între 1987 și 2002, Météo-France exploata un Merlin IV (F-GMTO), care acum poate fi văzut în muzeul Aeroscopia din Blagnac.
Météo France deține în prezent un ATR-42 F-HMTO, care este de asemenea operat în cadrul SAFIRE.

### Activități comerciale
Activitățile comerciale ale Météo-France au scopul de a răspunde așteptărilor în materie de servicii meteorologice și climatologice ale marilor sectoare ale economiei, pe o piață concurențială organizată în două mari domenii: cetățenii și sectorul profesional.

#### Météorage
Rețeaua națională de detectare a fulgerelor este echipată cu 20 de senzori distribuiți pe teritoriul metropolitan, care sunt suficienți pentru a detecta peste 98% din impacturile la sol cu o precizie mediană de 100 m. Fiecare senzor detectează fulgerele într-un radius maxim de 1.000 de kilometri. Aceasta este gestionată de filiala Météorage, care a început ca o companie independentă în 1987. În 2001, compania a fost achiziționată de Météo-France și un partener minoritar, Global Atmospheric Inc., o firmă americană lider mondial în producția și utilizarea detectoarelor de fulgere. Vaisala a cumpărat această firmă anul următor și a redenumit-o Vaisala-GAI Inc.
Météorage furnizează nu numai informații către Météo-France, ci avea în 2017 peste 1.600 de abonați dintr-o multitudine de sectoare de activitate. Printre aceștia se numără companii aeronautice precum Safran Helicopter Engines, destinații recreative precum parcul de distracții Disneyland Paris, spitale, Federația hotelurilor în aer liber (FNHPA), etc., atât în Franța cât și în alte țări, datorită colaborării sale cu societăți partenere europene și în alte părți ale lumii. Rețeaua sa de detectoare este, de asemenea, extinsă într-o mare parte a Europei de Vest, cu aproximativ o sută de senzori.
Serviciile includ evaluarea climatologică a riscurilor de fulgere în zonele vizate de proiecte de dezvoltare, alertele în caz de furtuni și monitorizarea furtunilor în timp real, dezvoltarea uneltelor de prognoză a fulgerelor în colaborare cu modelele de prognoză imediată cu partenerii. Compania vinde, de asemenea, expertiza sa în ceea ce privește instalarea rețelelor de detectare a fulgerelor pentru clienți specializați.
În 2021, această filială Météorage are 25 de angajați și este condusă de Dominique Lapeyre de Chavardès.

#### Publicitate
Météo-France a încredințat comercializarea spațiilor publicitare de pe site-urile sale web și aplicațiile mobile unor regii publicitare:
- France Télévisions Publicité se ocupă de site-ul https://meteofrance.com[81][82].
- Madvertise se ocupă de aplicațiile mobile pe Android și iOS.
- France Télévisions Publicité Outre-Mer se ocupă de site-urile web pentru Antile și Guyana; pentru Reunion și Mayotte; și pentru Polinezia Franceză[83][84].

## Responsabilități și cooperare internațională
Cooperarea internațională este esențială în meteorologie și climatologie, atât pe plan operațional, cât și pentru cercetare. Météo-France reprezintă Franța și participă activ la activitățile celor patru organizații mondiale și europene care structurează această colaborare:
- Organizația Meteorologică Mondială (OMM), instituție specializată a Organizației Națiunilor Unite (ONU), care asigură coordonarea în termeni de standard tehnic la nivel internațional.
- Organizația Europeană pentru Exploatarea Sateliților Meteorologici (Eumetsat), care este responsabilă pentru definirea și implementarea sistemului de observație satelitară mutualizată la nivel european, în special Meteosat și MetOp.
- Centrul European de Prognoză Meteo pe Termen Mediu (CEPMMT), care coordonează eforturile europene în domeniu și oferă suport diverselor servicii meteorologice naționale.
- Grupul de Interes Economic EUMETNET, care reunește serviciile meteorologice europene pentru a coordona în toate celelalte domenii (observații in situ, formare, protecția frecvențelor radio, etc.).

Météo-France îndeplinește responsabilități operaționale în cadrul altor instituții internaționale:
- Supravegherea norilor de cenușă vulcanică și producerea de mesaje de avertizare pentru aviație, pe o mare parte din Europa de Vest și Africa, în calitate de VAAC[n 16] desemnat de Organizația Internațională a Aviației Civile (OACI).
- Producerea buletinelor de prognoză meteorologică pentru Sistemul Mondial de Primejdie și Siguranță Maritimă (GMDSS), pentru zonele Metarea II și III.
- Monitorizarea dispersiei atmosferice a poluanților, în calitate de Centru Meteorologic Regional Specializat pentru Agenția Internațională pentru Energie Atomică (AIEA).

Anumite entități din teritoriile de peste mări au responsabilități importante la nivel internațional:
- Direcția Interregională Antile-Guyana, cu sediul în Martinica, la Aeroportul Internațional Félix Éboué din Cayenne, menține birouri și operațiuni la Centrul Spațial Guyanez pentru Agenția Spațială Europeană (ESA) și Centre national d'études spatiales (CNES) din Kourou, pentru a asista campaniile de lansare ale programului european al rachetei Ariane.
- Direcția Interregională Oceanul Indian, cu sediul în Saint-Denis (Réunion), este desemnată de Organizația Meteorologică Mondială (OMM) ca Centru Meteorologic Regional Specializat (CMRS) pentru furnizarea de prognoze, monitorizare și buletine de avertizare pentru cicloanele tropicale din regiunea de sud-vest a Oceanului Indian.
- Direcția Interregională din Polinezia Franceză, cu sediul în Papeete, deși nu este desemnată ca CMRS oficial pentru cicloanele din Oceanul Pacific de Sud, a fost mandatată de OMM să furnizeze prognoze și alerte pentru insulele Pitcairn (britanice) învecinate.
- Direcția Interregională Noua Caledonie, Météo-France împarte responsabilitățile cu Serviciul Meteorologic al Noii Caledonii.

Météo-France intervine, de asemenea, în sprijinul politicilor franceze de cooperare și ajutor pentru dezvoltare. În Africa, Météo-France sprijină astfel Centrul African pentru Aplicațiile Meteorologiei în Dezvoltare (Acmad).